# Plateau Antarctique
 (décembre 2023).
Si vous disposez d'ouvrages ou d'articles de référence ou si vous connaissez des sites web de qualité traitant du thème abordé ici, merci de compléter l'article en donnant les références utiles à sa vérifiabilité et en les liant à la section « Notes et références ».

Le plateau Antarctique, autrefois appelé plateau polaire ou plateau Haakon VII, est une région de l'Antarctique s'étendant sur quelques centaines de kilomètres autour du pôle Sud, à une altitude moyenne de 3 000 mètres. 

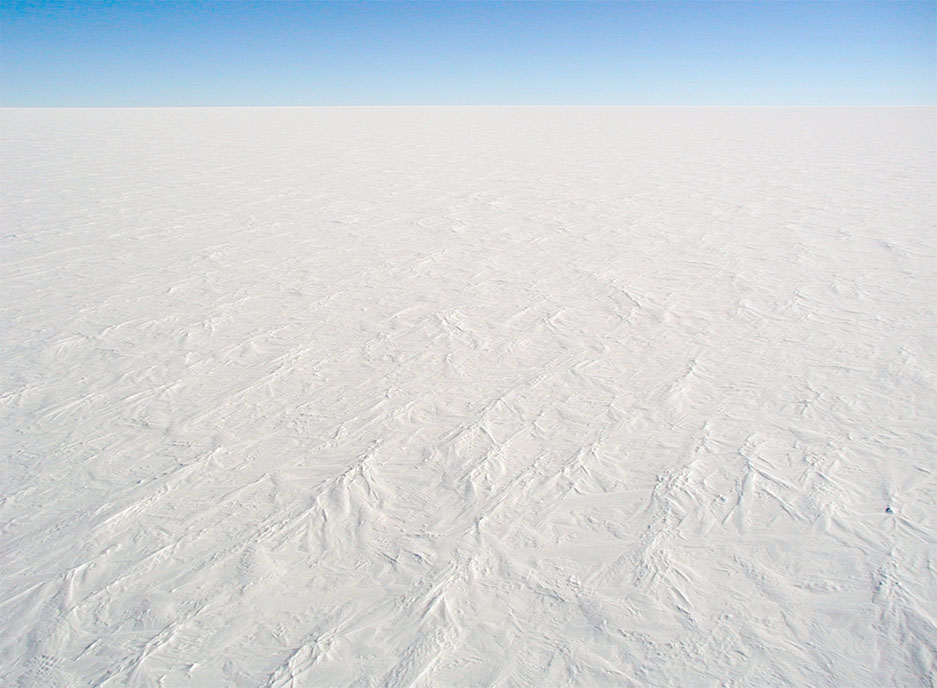
Paysage

Ce plateau a été découvert par Robert Falcon Scott durant l'Expédition Discovery en 1903, qui l'a atteint en gravissant le glacier Ferrar.
Son altitude, combinée à sa latitude, en fait l'endroit du globe où les températures sont les plus basses. Les vents presque constants rendent les conditions inhospitalières pour toute forme de vie, même les plus résistantes aux conditions extrêmes comme les bactéries ou les virus.